# Луциан-кубера
Луциан-кубера или кубера (лат. Lutjanus  cyanopterus) — вид лучепёрых рыб из семейства луциановых, обитающий в западной части Атлантического океана от Новой Шотландии до устья Амазонки в Бразилии. Максимальная длина тела 160 см. Ценная промысловая рыба.

## Ареал
Распространены в умеренных, субтропических и тропических водах западной части Атлантического океана от Новой Шотландии у побережья Канады до Бразилии, включая Бермудские и Багамские острова, Мексиканский залив и Карибское море.

## Описание

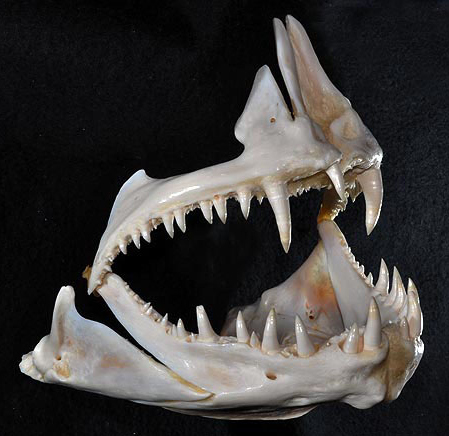
Челюсти луциана-куберы

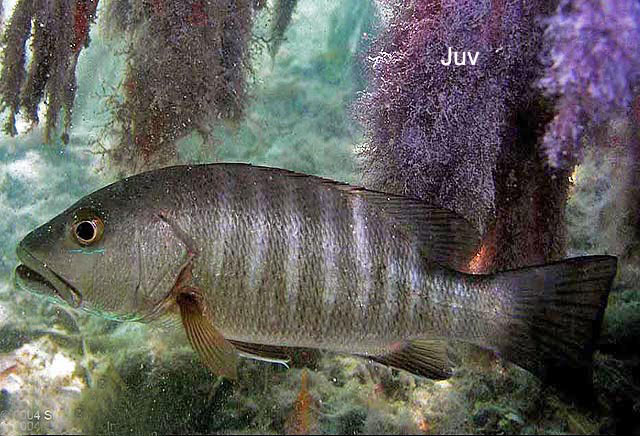
Внешний вид молоди луциана-куберы

Тело вытянутое, умеренно высокое, несколько сжатое с боков, покрыто мелкой ктеноидной чешуёй. Чешуя заходит на мягкие части спинного и анального плавников. На щёках до 10 рядов чешуй. Голова крупная, с заострённым рылом. Рот большой и конечный с толстыми губами. Глаза маленькие. На обеих челюстях имеются клыковидные зубы, одна пара настолько велика, что зубы видны даже при закрытом рте. На сошнике зубы расположены в форме треугольника или полумесяца. По этому признаку кубера отличается от серого луциана (L. griseus), у которого зубы на сошнике в форме якоря. В спинном плавнике 10 колючих и 14 мягких лучей, четвёртый колючий луч самый длинный. В анальном плавнике три жёстких и 7—8 мягких лучей. Край анального плавника закруглённый. Грудные плавники относительно короткие с 16—18 лучами, их окончания не достигают анального отверстия. Хвостовой плавник почти прямой. В боковой линии 45—47 чешуй. На нижней части первой жаберной дуги 7—8 жаберных тычинок.
Луциан-кубера является самым крупным представителем семейства луциановых в Атлантическом океане. Максимальная длина тела 160 см (обычно не более 90 см), а масса — 57 кг.
Спина и бока тела светло- или тёмно-серого цвета с красноватым оттенком. Спинной и хвостовой плавники серые, анальный и брюшные плавники красноватые, грудные плавники бесцветные или серые. У молоди луциана-куберы по бокам тела проходят бледные поперечные полосы, которые исчезают у взрослых рыб.

## Биология
Морские придонные рыбы, взрослые особи обитают в прибрежных водах на глубине от 18 до 55 м у коралловых и скалистых рифов. Ведут одиночный образ жизни, образуя скопления только в нерестовый период. Молодь луцианов-кубер обитает в зарослях водорослей или между камнями, часто встречается в манграх, заходит в солоноватые эстуарии и опреснённые устья рек.
В нерестовый период образуют большие скопления в толще воды над большими глубинами. Нерестятся в июне—августе. Икра пелагическая. Вылупление личинок через сутки после оплодотворения икры. Личинки пелагические, разносятся течениями на большие расстояния, питаются планктоном.
Взрослые особи луцианов-кубер — агрессивные хищники. Питаются рыбами, крабами и омарами. Крупные клыковидные зубы позволяют куберам охотиться на крупных особей ракообразных.

## Взаимодействие с человеком
Промысловое значение имеет у южного побережья Кубы, на банке Кампече и в Карибском море. Ловят донными тралами, ловушками и крючковой снастью. Мясо белое, слоистое, вкусное. Реализуется в свежем, охлаждённом и мороженом виде. При употреблении в пищу луциана-куберы отмечались случаи заболевания сигуатерой. Популярный объект спортивной рыбалки.